# Triembach-au-Val
Triembach-au-Val (bis 1947 Triembach) ist eine französische Gemeinde mit 434 Einwohnern (Stand 1. Januar 2021) im Département Bas-Rhin in der Europäischen Gebietskörperschaft Elsass und in der Region Grand Est. Sie gehört zum Arrondissement Sélestat-Erstein und zum Kanton Mutzig.

## Geografie
Triembach-au-Val liegt am Giessen in den Vogesen, etwa 13 Kilometer nordwestlich von Sélestat.
Nachbargemeinden von Triembach-au-Val sind Albé im Norden, Saint-Pierre-Bois im Osten, Saint-Maurice im Südosten, Neuve-Église im Südwesten sowie Villé im Westen.

## Bevölkerungsentwicklung
| Jahr      | 1962 | 1968 | 1975 | 1982 | 1990 | 1999 | 2007 | 2019 |
| Einwohner | 384  | 384  | 437  | 420  | 393  | 449  | 461  | 440  |

## Sehenswürdigkeiten

Kirche Saint-Christophe
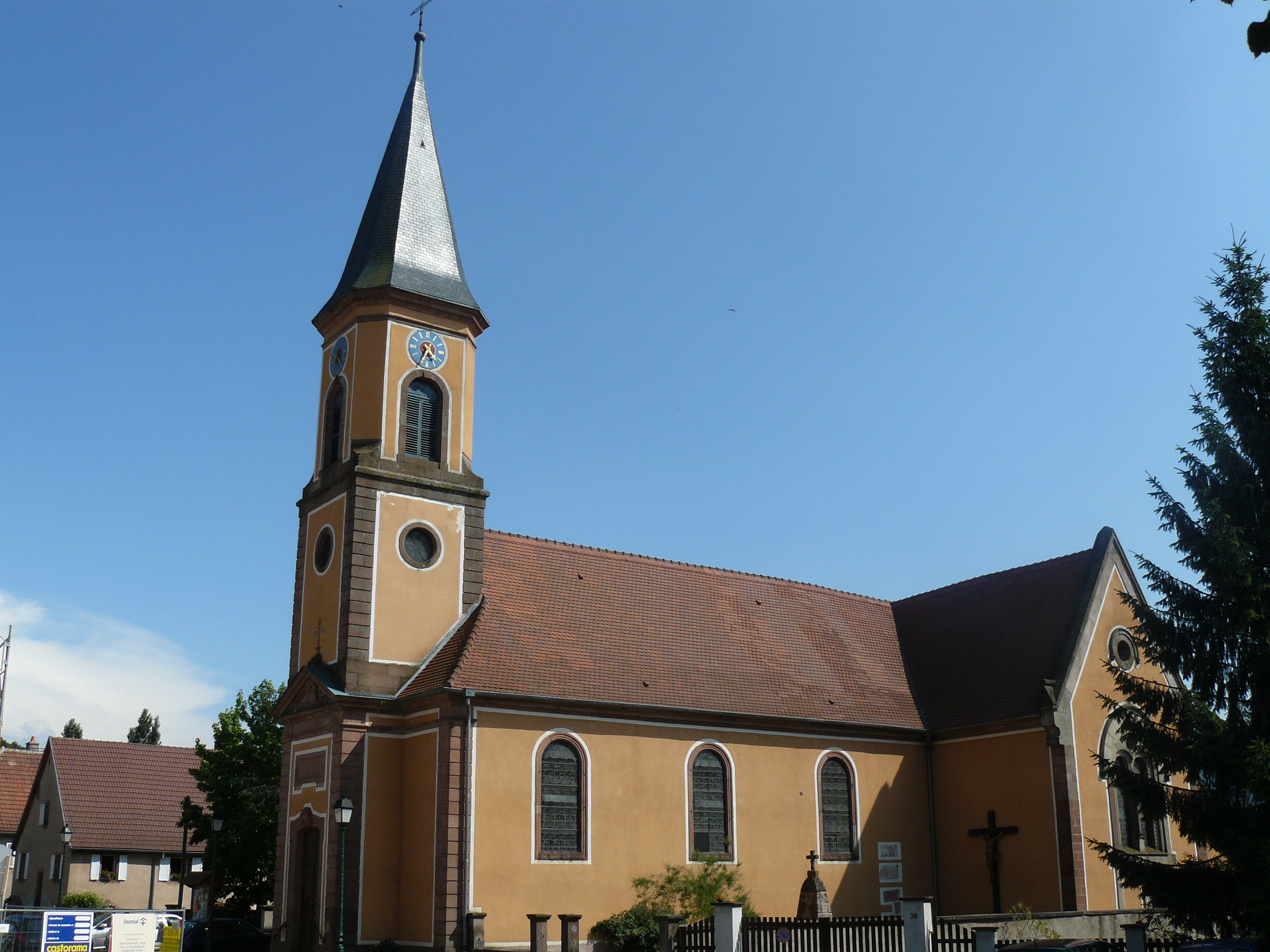
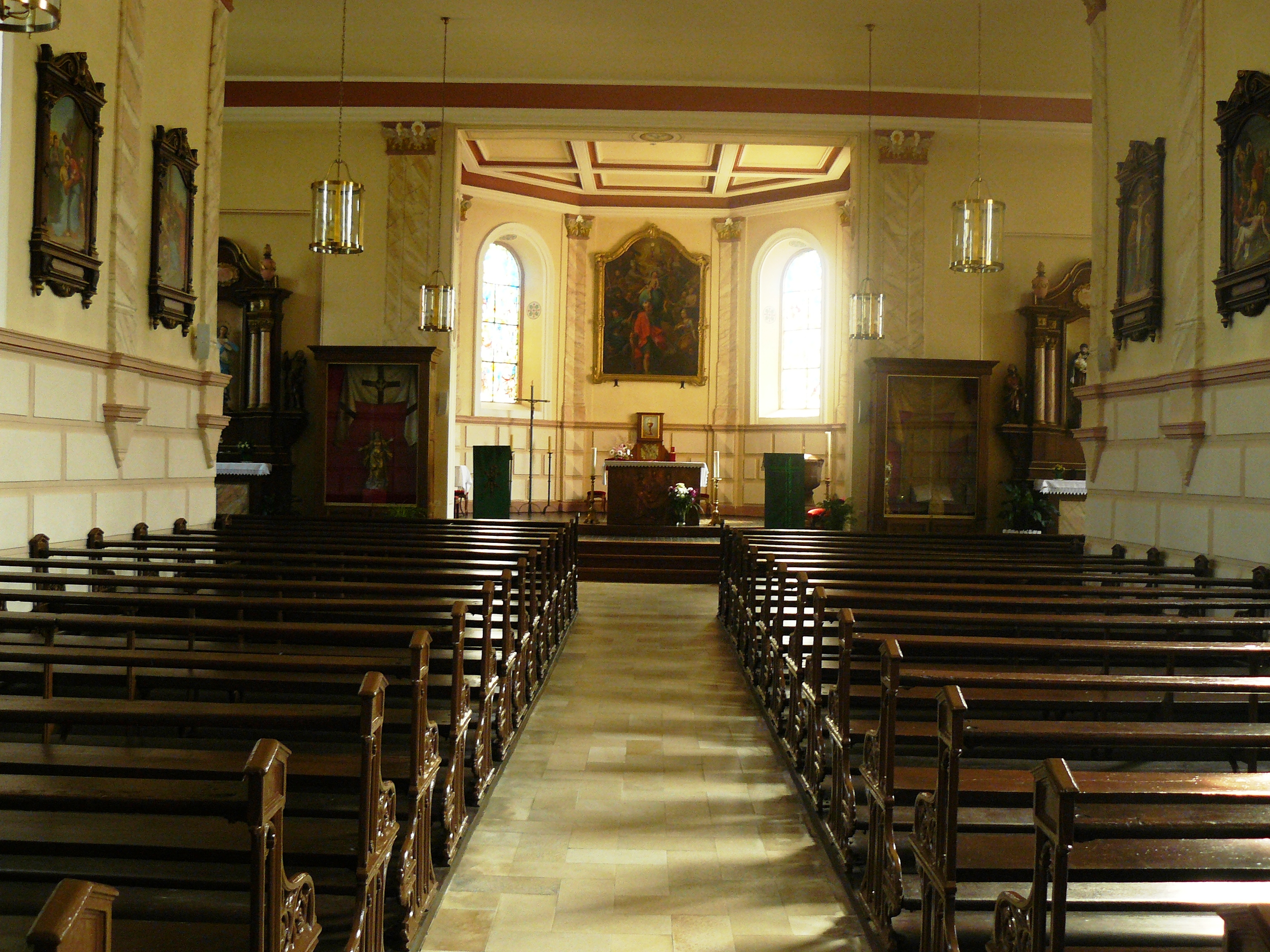

- Friedhofskapelle

- Kirche Saint-Christophe

## Wirtschaft
Im Gewerbegebiet am Giessen (Z.a.c. de Triembach) hat sich unter anderem ein Zweigbetrieb der Unternehmens-Gruppe Bürkert Fluid Control Systems niedergelassen.

## Persönlichkeiten
- Joseph Béhé (* 1962), französischer Comiczeichner, in Triembach-au-Val geboren